# جوزيف برنارد دي شابيرت
جوزيف برنارد دي شابيرت (بالفرنسية: Joseph Bernard de Chabert)‏ (و. 1724 – 1805 م) هو عالم فلك، وجغرافي، وعسكري من فرنسا . ولد في تولون . وكان عضواً في الأكاديمية الفرنسية للعلوم، والجمعية الملكية، والأكاديمية الملكية السويدية للعلوم .
توفي في باريس، عن عمر يناهز 81 عاماً.